# Tschornomorsk
Tschornomorsk (ukrainisch Чорноморськ, russisch Черноморск Tschernomorsk) ist eine Hafenstadt in der Ukraine mit etwa 60.000 Einwohnern (2019).
Bis zum 4. Februar 2016 trug die Stadt nach Wladimir Iljitsch Lenin den Namen Illitschiwsk (ukrainisch Іллічівськ; russisch Ильичёвск Iljitschowsk), der im Rahmen der Dekommunisierung in der Ukraine geändert wurde. Der neue Name verweist auf die Lage am Schwarzen Meer.

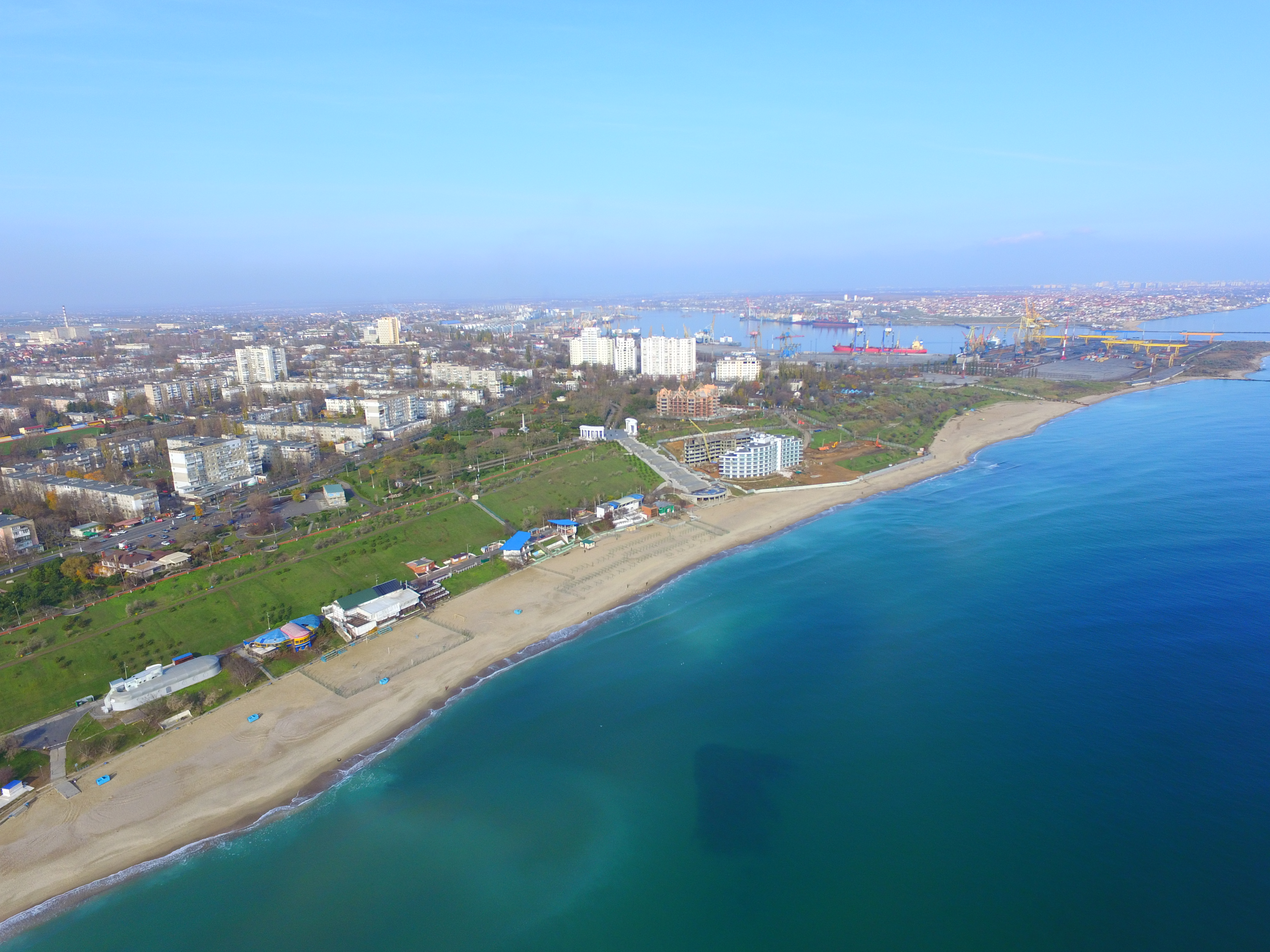
Luftbild von Tschornomorsk

## Lage

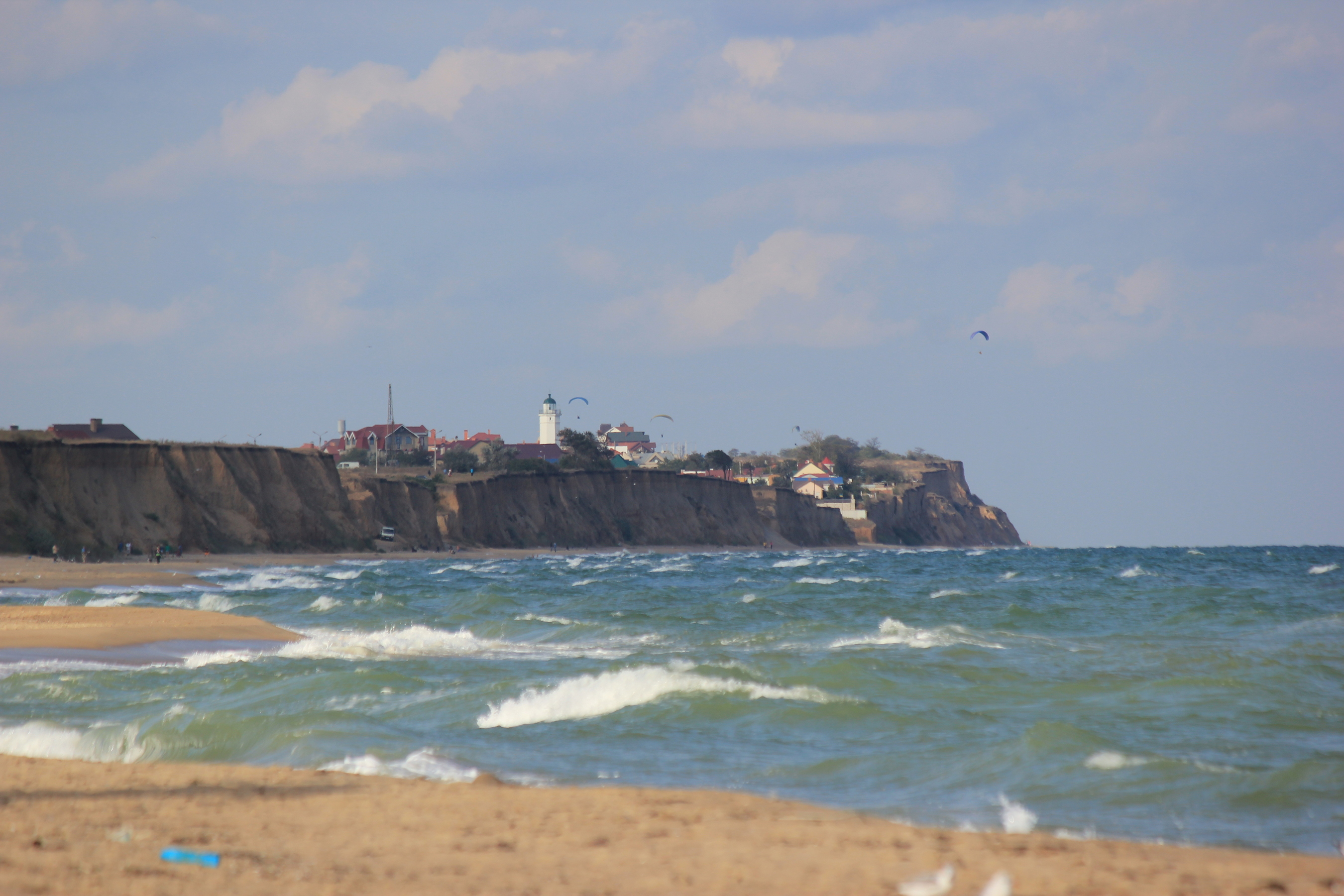
Die Schwarzmeerküste bei Sanschijka, südlich von Tschornomorsk

Tschornomorsk liegt etwa 20 km südwestlich von Odessa am Schwarzen Meer. Innerhalb der Oblast Odessa bildete die Stadt bis Juli 2020 eine eigenständige Einheit (Kreisfreie Stadt) und wurde vom Rajon Owidiopol umschlossen. Zum Stadtkreis gehörten neben der Stadt seit dem 21. Februar 2002 auch die Siedlung städtischen Typs Oleksandriwka sowie die 2 Dörfer Burlatscha Balka und Malodolynske (früher deutsch Klein-Liebental). Letzteres war ursprünglich eine Ansiedlung katholischer Elsässer und gehörte zum Kolonistenbezirk Großliebental der Schwarzmeerdeutschen.

## Verwaltungsgliederung
Am 12. Juni 2020 wurde die Stadt zum Zentrum der neugegründeten Stadtgemeinde Tschornomorsk (Чорноморська міська громада/Tschornomorska miska hromada), bis dahin bildete sie in gleichen Grenzen die gleichnamige Stadtratsgemeinde Tschornomorsk (Чорноморська міська рада/Tschornomorska miska rada) welche direkt der Oblast unterstellt war.
Seit dem 17. Juli 2020 ist sie ein Teil des Rajons Odessa.
Folgende Orte sind neben dem Hauptort Tschornomorsk Teil der Gemeinde:
| Name                     | Name          | Name                               |
| ukrainisch transkribiert | ukrainisch    | russisch                           |
| ------------------------ | ------------- | ---------------------------------- |
| Burlatscha Balka         | Бурлача Балка | Бурлачья Балка (Burlatschja Balka) |
| Malodolynske             | Малодолинське | Малодолинское (Malodolinskoje)     |
| Oleksandriwka            | Олександрівка | Александровка (Alexandrowka)       |

## Geschichte

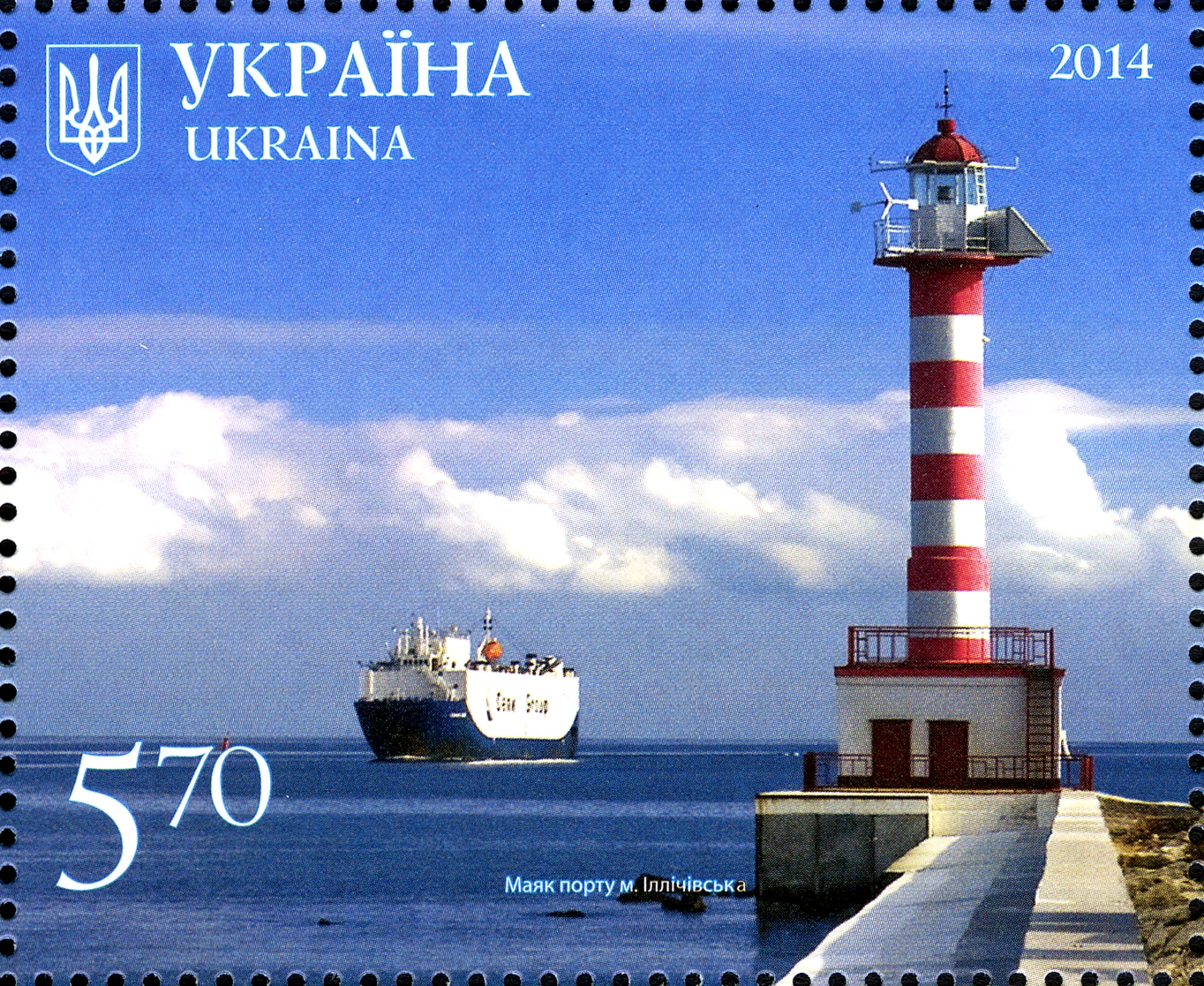
Briefmarke: Leuchtturm Tschornomorsk, 2014

Die Stadt entstand um den 1958 errichteten Hafen herum, besitzt seit 1973 das Stadtrecht und ist Sitz der traditionsreichen Schwarzmeerreederei „BLASCO“, die Anfang der 1990er Jahre die größte Reederei Europas war. Obwohl diese durch wirtschaftliche Umstände mittlerweile nahezu bedeutungslos ist, entwickelte sich der Ort zur Stadt mit dem höchsten Pro-Kopf-Einkommen in der Ukraine. Zusammen mit dem Hafenneubau wurde 1965 auf der Mole zur Hafeneinfahrt ein Leuchtturm errichtet. Symbolisch ist er als Wahrzeichen der Stadt im Wappen enthalten.

## Wirtschaft

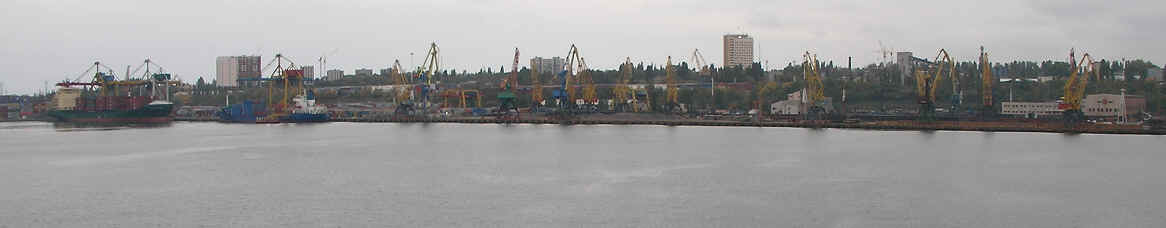
Blick auf den Hafen von Tschornomorsk

Ein großer Teil der Erwerbstätigen der Stadt ist im Hafen und der Schiffsindustrie beschäftigt. Der Hafen zählt zu den größten in Europa. Zahlreiche Reedereien
haben ihren Sitz in der Stadt oder betreiben hier eine Niederlassung. Auch der größte Fischfangbetrieb der Ukraine, „Antarctica“, ist hier beheimatet.

## Verkehr
Seit 1978 besteht eine Eisenbahnfährverbindung nach Warna (Bulgarien). Weitere Trajekte bestehen nach Poti und Batumi (Georgien), sowie nach Derince bei Istanbul. In der Stadt endet seit 2013 die ukrainische internationale Fernstraße M 27.

## Städtepartnerschaften
- Narva, Estland
- Beyoğlu, Türkei
- Maardu, Estland
- Qaradağ, Aserbaidschan
- Tczew, Polen
- Wismar, Deutschland

## Söhne und Töchter der Stadt
- Swetlana Baburyna (* 1985), Beachvolleyballspielerin
- Oksana Mas (* 1969), Künstlerin und Philosophin
- Wladyslaw Schepeljew, Dreispringer
- Darja Romanjuk (* 2004), Beachvolleyballspielerin
- Jewa Serdjuk (* 2004), uBeachvolleyballspielerin
- Mykola Stezjura (* 1986), Handballspieler